# Kościół Wniebowzięcia Najświętszej Maryi Panny w Dénii
Kościół Wniebowzięcia Najświętszej Maryi Panny (hiszp. Iglesia de Nuestra Señora de la Asunción, kat. Església de l'Assumpció) – rzymskokatolicka świątynia parafialna znajdująca się w hiszpańskim mieście Dénia.

## Historia
Budowę kościoła rozpoczęto w 1734, konsekracja wraz z przeniesieniem do świątyni Najświętszego Sakramentu miała miejsce 13 sierpnia 1756, a prace w pełni ukończono 29 lipca 1766. Podczas wojny na Półwyspie Iberyjskim świątynia została mocno zniszczona, otwarto ją ponownie po odbudowie w 1816. Podczas wojny domowej w 1936 budynek utracił znaczną część wyposażenia.

## Architektura i wyposażenie
Świątynia barokowa, wzniesiona na planie krzyża, posiadająca pseudotransept, sklepiona kolebkowo. Korpus nawowy ma długość czterech przęseł. Nad skrzyżowaniem naw znajduje się kopuła.
Wnętrze zdobi ołtarz główny z 1770. Na pendentywach kopuły znajdują się freski z przełomu XVIII i XIX wieku, przedstawiające ewangelistów i ojców Kościoła.

## Galeria

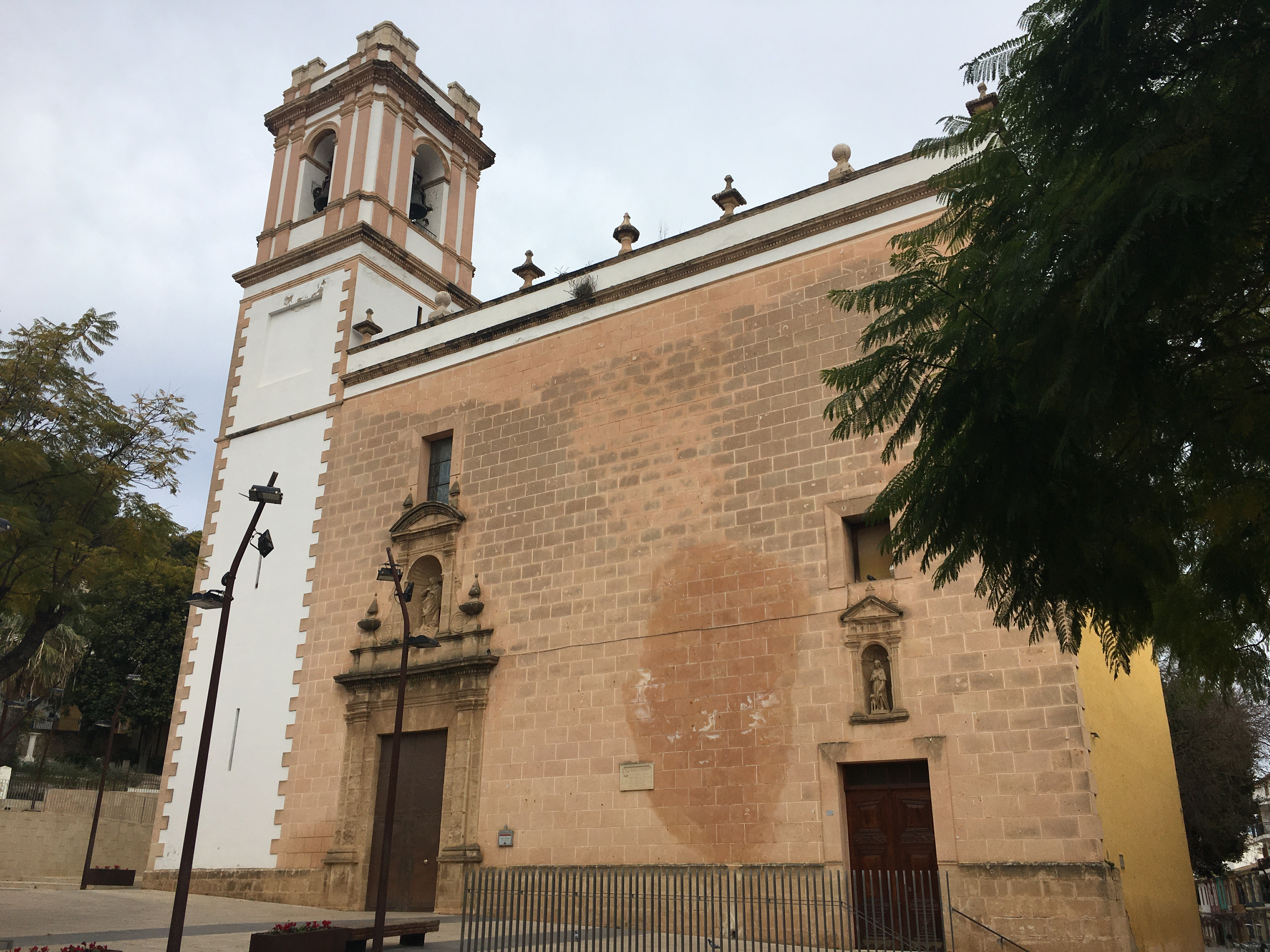
Fasada kościoła
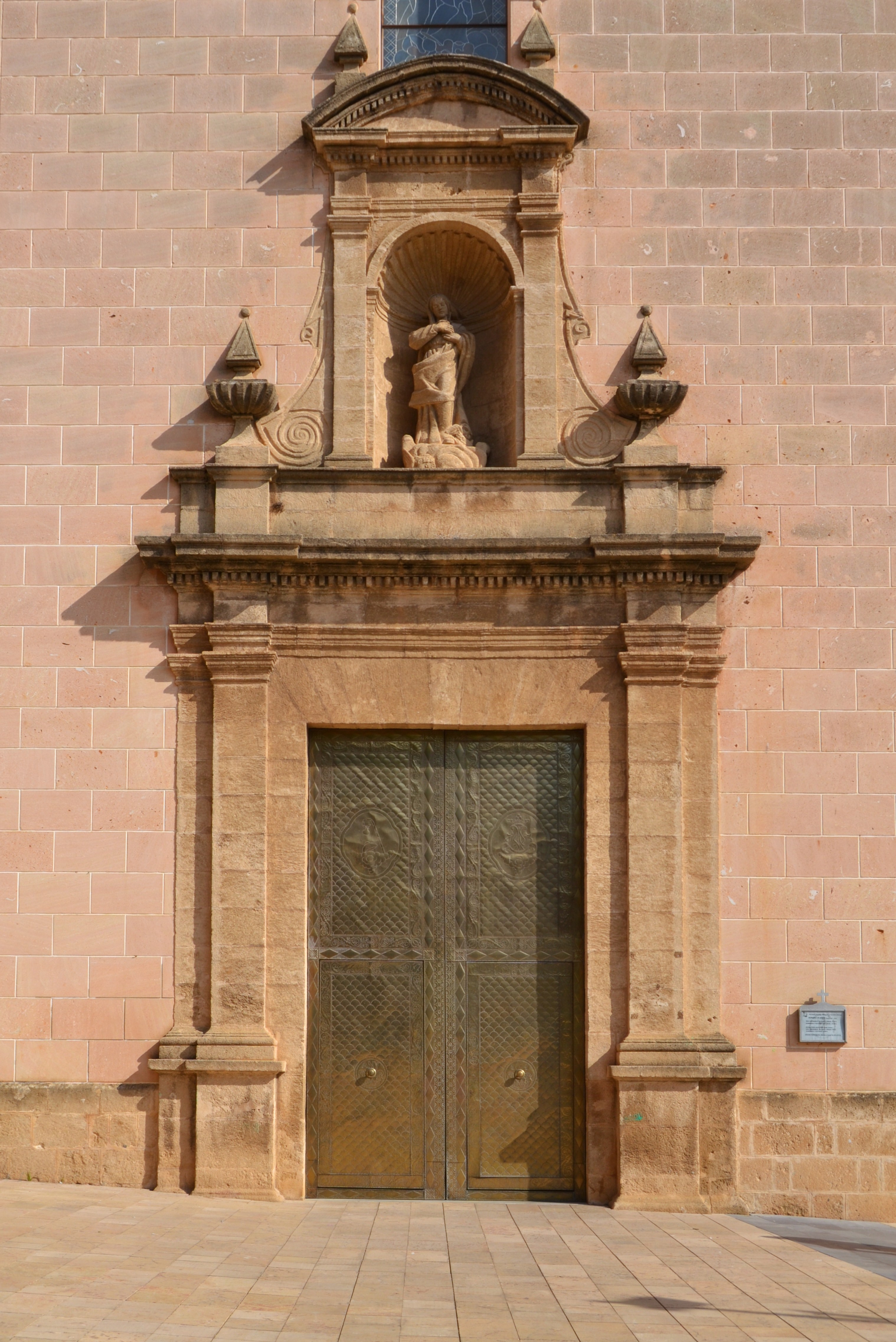
Portal główny
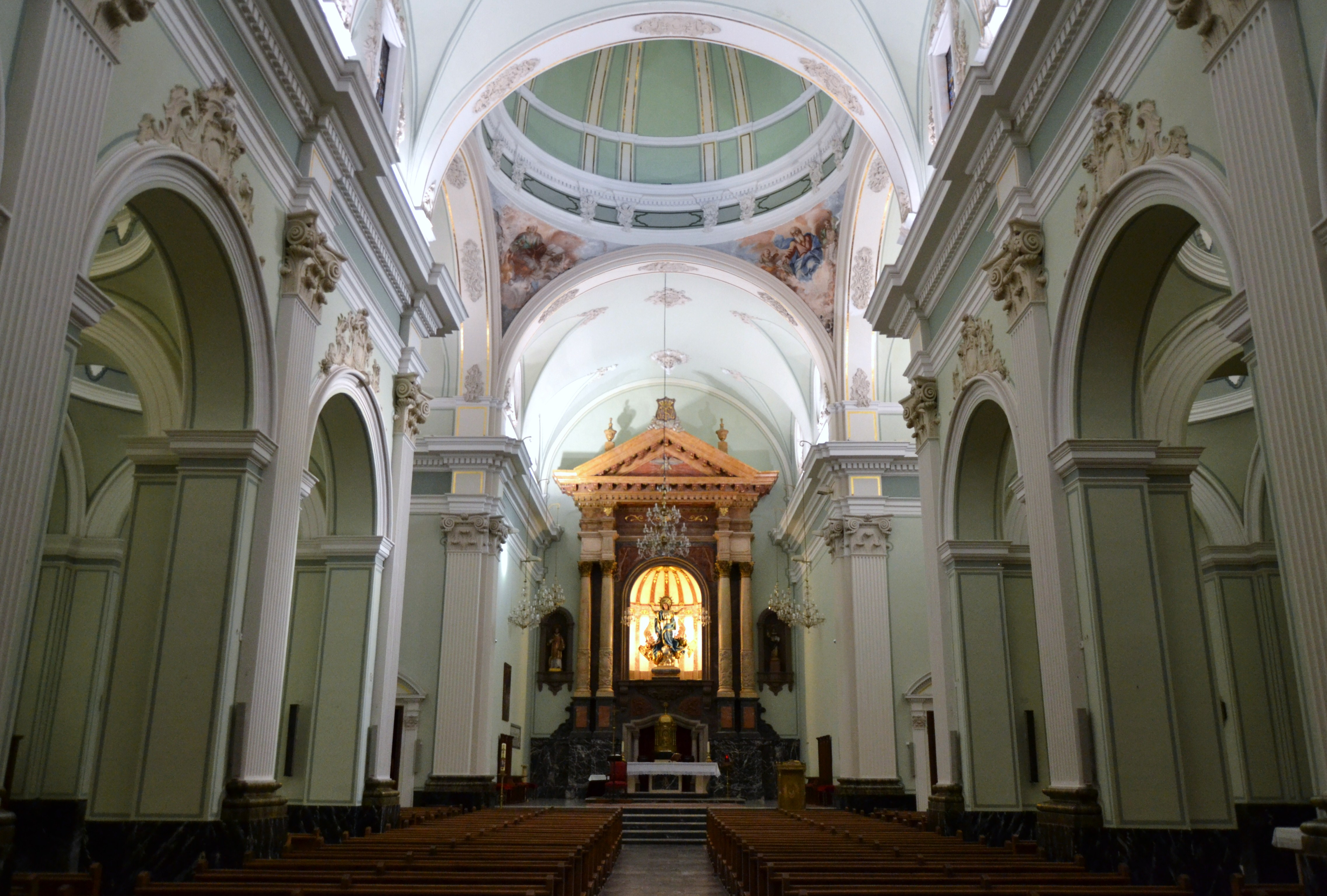
Wnętrze
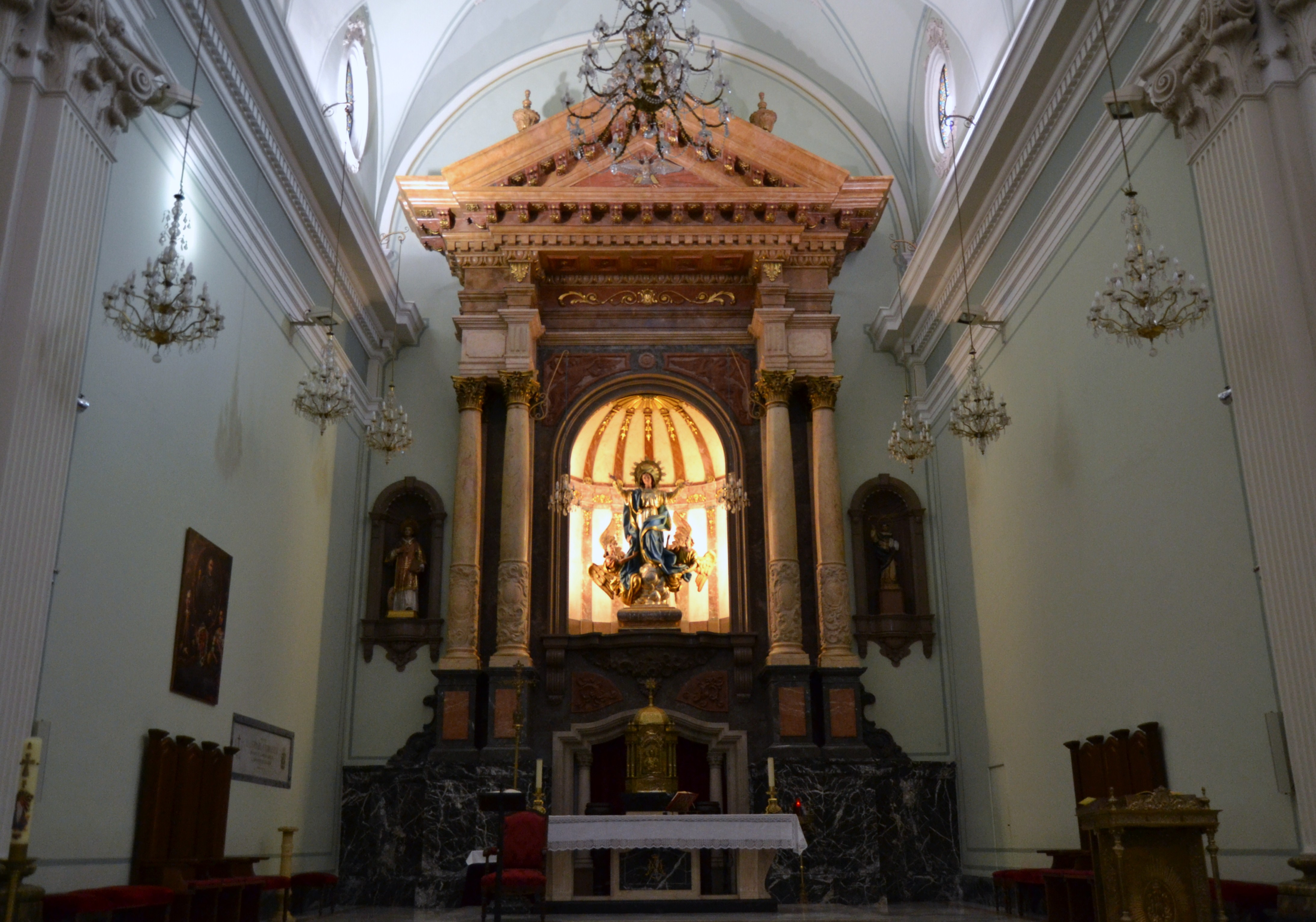
Prezbiterium
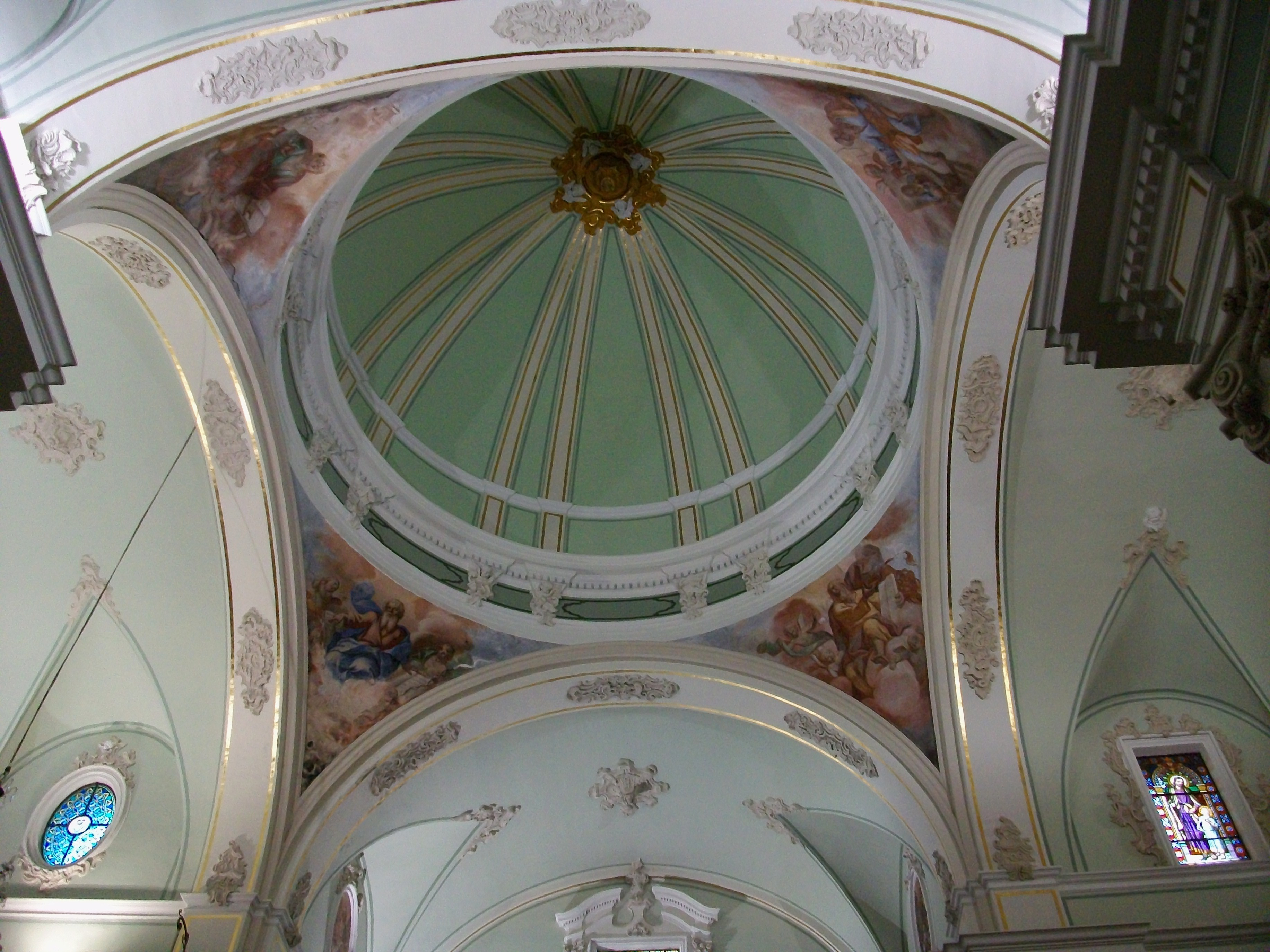
Kopuła
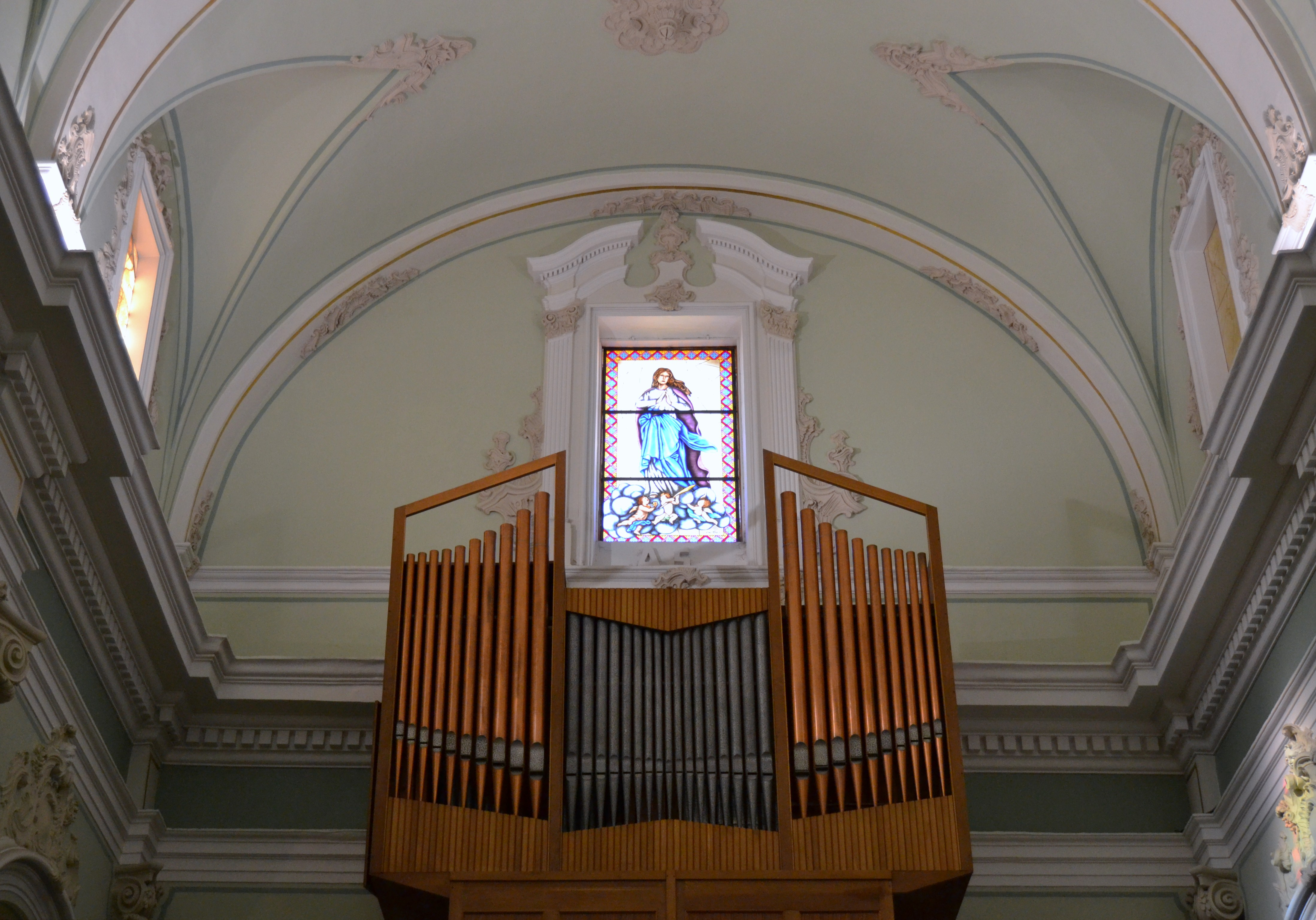
Organy